# ARASHI EXHIBITION "JOURNEY" 嵐を旅する展覧会
ARASHI EXHIBITION "JOURNEY" 嵐を旅する展覧会（アラシ　エキシビション　ジャーニー　あらしをたびするてんらんかい）とは、日本のアイドルグループ・嵐の20年の活動を紹介した展覧会である。

## 概要
嵐がグループとして初めて開催した展覧会である。デビュー20周年にあたり、20年間のファンへの感謝を伝えたいというメンバーの思いから企画され、プロデュースは全てメンバーがおこなっている。展示内容は、コンサートの衣装やオフショットのほか、360度映像に囲まれるバーチャル空間やメンバープロデュースの個人展示ブースなど。チケットはネットからの抽選で、ファンクラブ会員のみ申し込める。
会場は東京、大阪、愛知、福岡、宮城、北海道。会期は2019年7月～2020年8月を予定していたが、新型コロナウイルス感染拡大により日程が変更される会場もあり、終了日は2020年12月28日となった。また展覧会終了に伴いオンラインでのグッズ販売も同日で終了した。

## 開催概要

### 会場・会期

#### 東京
- 会場：ソニーミュージック六本木ミュージアム
- 会期：2019年7月1日（月）～11月30日（土）

#### 大阪
- 会場：大阪文化館・天保山
- 会期：2019年12月21日（土）～2020年3月31日（火）

　　　　※2月、3月の休館期間の振替：2020年9月1日（火）～10月18日（日）

#### 宮城
- 会場：宮城県美術館 県民ギャラリー
- 会期：2020年6月23日（火）～7月12日（日）

#### 北海道
- 会場：アクセスサッポロ
- 会期：2020年8月3日（月）～8月16日（日）

#### 福岡
- 会場：E・ZO FUKUOKA
- 会期：2020年11月2日（月）～11月26日（木）※5～6月の予定から振替

#### 愛知
- 会場：Aichi Sky Expo Fホール
- 会期：2020年12月6日（日）～12月28日（月）※4～5月の予定から振替

### チケット
1500円。1か月ごとの抽選制で、ファンクラブ会員サイト「ジャニーズネット」から希望日と希望時間帯を指定して申込む。

### グッズ
展覧会のロゴやメンバーの写真をデザインしたグッズのほか、ディズニーやイラストレーターのSHOGO SEKINEなどとのコラボグッズもラインナップされている。
会場では入場者しか買えないが、オンラインショップでは誰でも購入できるようになっている。